# Liste von Science-Fiction-Autoren
Dies ist eine nach Sprachen gruppierte Zusammenstellung von Listen von Autoren literarischer Science-Fiction, die mindestens einen Science-Fiction-Roman oder mehrere Science-Fiction-Kurzgeschichten verfasst haben.
Die aufgeführten Werke müssen weder das bekannteste noch das bedeutendste Werk des jeweiligen Autors sein, sondern benennen ein klar dem Genre der Science-Fiction zuzuordnendes, möglichst bekanntes Werk.

## Italienisch
| Autor                  | geb. | gest. | Werk                                               |
| ---------------------- | ---- | ----- | -------------------------------------------------- |
| Lino Aldani            | 1926 | 2009  | Die vierte Dimension                               |
| Stefano Benni          | 1947 |       | Terra!                                             |
| Italo Calvino          | 1923 | 1985  | Auf den Spuren der Galaxien. Cosmicomics           |
| Inìsero Cremaschi      | 1928 | 2014  | Ein unordentlicher Planet                          |
| Vittorio Curtoni       | 1949 | 2011  | Morgen, sehr bald                                  |
| Tommaso Landolfi       | 1908 | 1978  | Die Krebskönigin oder eine seltsame Reise zum Mond |
| Ugo Malaguti           | 1945 | 2021  | Palast hinter den Wolken                           |
| Paolo Mantegazza       | 1831 | 1910  | Das Jahr 3000 : Ein Zukunftstraum                  |
| Gianni Montanari       | 1949 | 2020  | Daimon                                             |
| Guido Morselli         | 1912 | 1973  | Licht am Ende des Tunnels                          |
| Gilda Musa             | 1926 | 1999  | Der häusliche Dschungel                            |
| Luigi Naviglio         | 1936 | 2001  | Gefährliche Erinnerung                             |
| Pierfrancesco Prosperi | 1945 |       | Autocrisi                                          |
| Anna Rinonapoli        | 1924 | 1984  | Langsame Apokalypse (Kurzgeschichte)               |
| Roberto Vacca          | 1927 |       | Der Tod der Megalopolis                            |
| Paolo Volponi          | 1924 | 1994  | Die Weltmaschine                                   |

## Japanisch
| Autor             | geb. | gest. | Werk                                     |
| ----------------- | ---- | ----- | ---------------------------------------- |
| Kōbō Abe          | 1924 | 1993  | Die vierte Zwischeneiszeit               |
| Shin’ichi Hoshi   | 1926 | 1997  | Ein hinterlistiger Planet (Stories)      |
| Hiromi Kawakami   | 1958 |       | Sho-shimoku                              |
| Sakyō Komatsu     | 1931 | 2011  | Japan sinkt                              |
| Taku Mayumura     | 1934 | 2019  | Der lange Weg zurück zur Erde (Stories)  |
| Hiroyuki Morioka  | 1962 |       | Wenn wir einen Traumbaum pflanzen können |
| Haruki Murakami   | 1949 |       | 1Q84                                     |
| Masanori Nakamura | 1929 |       | Operation Heimkehr                       |
| Kenzaburō Ōe      | 1935 | 2023  | Therapiestation                          |
| Setsuko Shinoda   | 1955 |       | Kinu no hen'yō                           |
| To Ubukata        | 1977 |       | Mardock-Reihe                            |
| Yasutaka Tsutsui  | 1934 |       | Mein Blut ist das Blut eines anderen     |

## Niederländisch
| Autor                                                     | geb. | gest. | Werk                         |
| --------------------------------------------------------- | ---- | ----- | ---------------------------- |
| Eddy C. Bertin                                            | 1944 | 2018  | De Achtjaarlijkse God        |
| Paul van Herck                                            | 1938 | 1989  | Framstag Sam                 |
| Hugo Raes                                                 | 1929 | 2013  | Een Faun met Kille Horentjes |
| Tais Teng (Pseudonym von Thijs van Ebbenhorst Tengbergen) | 1952 |       | Der Kaiser aus dem Jenseits  |
| Jan Gerhard Toonder                                       | 1914 | 1992  | Aufstehn am Samstag          |
| Bob van Laerhoven                                         | 1953 |       | Wandel unter Kennedy         |
| Manuel van Loggem                                         | 1916 | 1998  | Die Linien der Zeit          |

## Polnisch
| Autor                 | geb. | gest. | Werk                                                                 |
| --------------------- | ---- | ----- | -------------------------------------------------------------------- |
| Jerzy Broszkiewicz    | 1944 | 1993  | Die rot–weiße Sonne                                                  |
| Czesław Chruszczewski | 1922 | 1969  | Der Kongreß der Stühle                                               |
| Andrzej Czechowski    | 1947 |       | Der Anthropoid                                                       |
| Konrad Fiałkowski     | 1939 | 2020  | Die fünfte Dimension                                                 |
| Adam Hollanek         | 1922 | 1998  | Noch ein bisschen Leben                                              |
| Stanisław Lem         | 1921 | 2006  | Solaris                                                              |
| Marek Oramus          | 1952 |       | Senni zwycięzcy                                                      |
| Adam Wiśniewski-Snerg | 1937 | 1995  | Die Arche                                                            |
| Edmund Wnuk-Lipiński  | 1944 | 2015  | Rozpad połowiczny                                                    |
| Janusz A. Zajdel      | 1938 | 1985  | Unterwegs zum Kalten Stern                                           |
| Witold Zegalski       | 1928 | 1974  | Die beschädigte Rakete                                               |
| Rafał A. Ziemkiewicz  | 1964 |       | Pieprzony los kataryniarza                                           |
| Jerzy Żuławski        | 1874 | 1915  | Mondtrilogie: Auf dem silbernen Globus, Der Sieger und Die alte Erde |

## Rumänisch
| Autor               | geb. | gest. | Werk                                            |
| ------------------- | ---- | ----- | ----------------------------------------------- |
| Felix Aderca        | 1891 | 1962  | Die Unterwasserstädte                           |
| Vladimir Colin      | 1921 | 1991  | Planet Babel                                    |
| Constantin Cubleşan | 1939 |       | Das Gras des Himmels                            |
| Mihu Dragomir       | 1919 | 1964  | Vorläufig Phantastische Geschichten Erzählungen |
| Sergiu Fărcăşan     | 1924 |       | Arche Noah im Weltenraum                        |
| Ion Hobana          | 1931 | 2011  | Menschen und Sterne                             |
| Stefan Tita         | 1905 | 1977  | Der gefühlvolle Roboter                         |

## Russisch
| Autor                                                                 | geb.           | gest.          | Werk                                      |
| --------------------------------------------------------------------- | -------------- | -------------- | ----------------------------------------- |
| Grigori Adamow                                                        | 1886           | 1945           | Das Geheimnis zweier Ozeane               |
| Tschingis Aitmatow                                                    | 1928           | 2008           | Der Tag zieht den Jahrhundertweg          |
| Genrich Altow                                                         | 1926           | 1998           | Der Hafen der Steinernen Stürme (Stories) |
| Nikolai Amosow                                                        | 1913           | 2002           | Die zweite Zukunft                        |
| Alexander Beljajew                                                    | 1884           | 1942           | Der Amphibienmensch                       |
| Dmitri Bilenkin                                                       | 1933           | 1987           | Der Intelligenztest                       |
| Sergei Bobrow                                                         | 1889           | 1971           | Das Spezifikum Iditol                     |
| Alexander Bogdanow                                                    | 1873           | 1928           | Der rote Stern (heute: Der rote Planet)   |
| Valerij Brjussow                                                      | 1873           | 1924           | Die Republik des Südkreuzes               |
| Michail Bulgakow                                                      | 1891           | 1940           | Hundeherz, Die verhängnisvollen Eier      |
| Kirill Bulytschow (auch Kir Bulytschow, Pseudonym von Igor Moscheiko) | 1934           | 2003           | Das Mädchen aus der Zukunft               |
| Levon S. Chatschaturjanc                                              |                |                | Der Asteroid                              |
| Anatoli Dneprow                                                       | 1919           | 1975           | Krebse greifen an / Insel der Krebse      |
| Ivan Efremov (andere Schreibweise von Iwan Jefremow)                  | 1907           | 1972           | Andromedanebel                            |
| Sewer Gansowski                                                       | 1918           | 1990           | Der sechste Genius                        |
| Dmitry Glukhovsky                                                     | 1979           |                | Metro 2033                                |
| Gennadi Gor                                                           | 1917           | 1981           | Die Statue                                |
| Vladimir V. Grigorʹev                                                 | 1934           | 1999           | Axiome des Zauberstabs                    |
| Georgi Gurewitsch                                                     | 1917           | 1998           | Tempograd                                 |
| Boris Gurfinkel                                                       |                |                | Mitleid                                   |
| Fasil Iskander                                                        | 1929           | 2016           | Das Sternbild des Ziegentur               |
| Iwan Jefremow                                                         | 1907           | 1972           | Andromedanebel                            |
| Michail Jemzew                                                        | 1930           | 2003           | Kongomato (mit Jeremei Parnow)            |
| Alexander Kasanzew                                                    | 1906           | 2002           | Der Nachfahre der Himmelssöhne            |
| Alexander Kolpakow                                                    | 1922           | 1995           | Flug zum Alpha Eridani                    |
| Wiktor Kolupajew                                                      | 1936           | 2001           | Das allergrößte Haus                      |
| Lasar Lagin                                                           | 1903           | 1979           | Patent „A. V.“                            |
| Olga Larionowa                                                        | 1935           | 2023           | Der Leopard vom Kilimandscharo            |
| Alexander Lomm Pseudonym von Václav Klička                            | 1925           | 1993           | Die gestohlenen Techmine                  |
| Sergei Lukjanenko                                                     | 1968           |                | Spektrum                                  |
| Georgi Martynow                                                       | 1906           | 1983           | Das Erbe der Phaetonen                    |
| Alexander Mejerow                                                     | 1915           | 1975           | Der fliederfarbene Kristall               |
| Wladimir Nemzow                                                       | 1907           | 1994           | Goldener Grund                            |
| Wladimir Obrutschew                                                   | 1863           | 1956           | Plutonien                                 |
| Jeremei Parnow                                                        | 1935           | 2009           | Duscha Mira                               |
| Roman Podolny                                                         | 1933           | 1990           | Ein Viertelgenie                          |
| Juri Safronow                                                         | 1928           | 2001           | Der Südpol schmilzt                       |
| Jewgeni Samjatin                                                      | 1884           | 1937           | Wir                                       |
| Wiktor Saparin                                                        | 1905           | 1970           | Das Himmelskulu                           |
| Wladimir Sawtschenko                                                  | 1933           | 2005           | Das dreifache Ich                         |
| Alexander Schalimow                                                   | 1917           | 1991           | Fenster zur Unendlichkeit                 |
| Wadim Schefner                                                        | 1915           | 2002           | Ein bescheidenes Genie                    |
| Sergei Snegow                                                         | 1910           | 1994           | Menschen wie Götter                       |
| Arkadi und Boris Strugazki                                            | 1925 bzw. 1933 | 1991 bzw. 2012 | Das Experiment                            |
| Abram Terz alias Andrei Sinjawskij                                    | 1925           | 1997           | Ljubimow                                  |
| Alexei Tolstoi                                                        | 1883           | 1945           | Aelita, Geheimnisvolle Strahlen           |
| Nikolai Trublaini                                                     | 1907           | 1941           | Der Tiefweg                               |
| Ilja Warschawski                                                      | 1909           | 1974           | Der Traumladen                            |
| Wladimir Wassiljew                                                    | 1967           |                | Wächter des Tages                         |
| Konstantin Wolkow                                                     | 1907           |                | Notlandung auf der Venus                  |
| Konstantin Ziolkowski                                                 | 1857           | 1935           | Außerhalb der Erde                        |

## Schwedisch
| Autor                 | geb. | gest. | Werk                                                         |
| --------------------- | ---- | ----- | ------------------------------------------------------------ |
| Karin Boye            | 1900 | 1941  | Kallocain                                                    |
| Anders Ehnmark        | 1931 | 2019  | Mann im Pool (mit Per Olov Enquist)                          |
| Per Olov Enquist      | 1934 | 2020  | Mann im Pool (mit Anders Ehnmark)                            |
| Lars Gustafsson       | 1936 | 2016  | Das seltsame Tier aus dem Norden und andere Merkwürdigkeiten |
| Per Christian Jersild | 1935 |       | Nach der Flut                                                |
| Sam J. Lundwall       | 1941 |       | 2018 oder Der King Kong Blues                                |
| Bertil Mårtensson     | 1945 | 2018  | Rock & Roll und Marsianer                                    |
| Harry Martinson       | 1904 | 1978  | Aniara                                                       |
| Per Wahlöö            | 1926 | 1975  | Die Generäle                                                 |

## Spanisch
| Autor                                    | geb. | gest. | Werk                                         |
| ---------------------------------------- | ---- | ----- | -------------------------------------------- |
| Ángel Arango                             | 1926 | 2013  | Transparencia                                |
| Elia Barceló                             | 1957 |       | Consecuencias naturales                      |
| Adolfo Bioy Casares                      | 1914 | 1999  | Morels Erfindung                             |
| Gabriel Bermúdez Castillo                | 1934 | 2019  | El Mundo Hokun                               |
| Daína Chaviano                           | 1957 |       | Erinnerungen einer außerirdischen Großmutter |
| Angélica Gorodischer                     | 1928 | 2022  | Trafalgar                                    |
| Vlad Hernández                           | 1966 |       | Krieg der Schrecken                          |
| Alison Spedding                          | 1962 |       | De cuando en cuando Saturnina                |
| Carlos Suchowolski                       | 1948 |       | Elf künftige Zeiten                          |
| Yoss (Pseudonym von José Miguel Sánchez) | 1969 |       | Al final de la senda                         |

## Tschechisch
| Autor               | geb. | gest. | Werk                                 |
| ------------------- | ---- | ----- | ------------------------------------ |
| Jakub Arbes         | 1840 | 1914  | Das Gehirn Newtons                   |
| František Běhounek  | 1898 | 1973  | Schiffbruch im Weltraum              |
| Karel Čapek         | 1890 | 1938  | R.U.R. – Rossum’s Universal Robots   |
| Otakar Chaloupka    | 1935 | 2013  | Das Geoid                            |
| Ludmilla Freiová    | 1926 | 2014  | Er hieß Wuschel                      |
| Ondřej Neff         | 1945 |       | Ei verkehrt                          |
| Petra Neomillnerová | 1970 |       | Magické kameny                       |
| Josef Nesvadba      | 1926 | 2005  | Der Autovampir                       |
| Vladimír Páral      | 1932 |       | Romeo und Julie 2300                 |
| Luděk Pešek         | 1919 | 1999  | Die Mondexpedition                   |
| Jan Weiss           | 1892 | 1972  | Das Haus mit den tausend Stockwerken |

## Ungarisch
| Autor                | geb. | gest. | Werk                                              |
| -------------------- | ---- | ----- | ------------------------------------------------- |
| György Botond-Bolics | 1913 | 1975  | Das Marsgehirn denkt anders                       |
| Zoltan Csernai       | 1925 | 2005  | Geheimnis auf dem Dach der Welt                   |
| György Dalos         | 1943 |       | Neuzehnhundertfünfundachtzig                      |
| Klára Fehér          | 1919 | 1996  | Oxygenien                                         |
| Gyula Fekete         | 1922 | 2010  | Maschinenstürmer                                  |
| Mór Jókai            | 1825 | 1904  | Bis zum Nordpol                                   |
| Ferenc Karinthy      | 1921 | 1992  | Epepe                                             |
| Frigyes Karinthy     | 1887 | 1938  | Die neuen Reisen des Lemuel Gulliver              |
| Gyula Macskássy      | 1912 | 1971  | Dieters Fahrt in den Weltraum (mit György Várnai) |
| Péter Zsoldos        | 1930 | 1997  | Die Wiking kehrt zurück                           |

## Ukrainisch
| Autor                   | geb. | gest. | Werk                     |  |
| Max Kidruk              | 1984 |       | Нові темні віки. Колонія |  |
| Oles Berdnyk            | 1926 | 2003  | Stern Korsar             |  |
| Ihor Rossochowatskyj    | 1929 | 2015  | Ураган                   |  |
| Mykola Rudenko          | 1920 | 2004  | Arche des Universums     |  |
| Wolodymyr Wynnytschenko | 1880 | 1951  | Solar Maschine           |  |

## Andere Sprachen
| Autor                                        | geb. | gest. | Sprache        | Werk                                |
| -------------------------------------------- | ---- | ----- | -------------- | ----------------------------------- |
| Erkki Ahonen                                 | 1932 | 2010  | finnisch       | Blackboxbaby                        |
| Johann Valentin Andreae                      | 1586 | 1654  | lateinisch     | Christianopolis                     |
| Anders Bodelsen                              | 1937 | 2021  | dänisch        | Brunos tiefgekühlte Tage            |
| Tor Åge Bringsværd                           | 1939 | 2025  | norwegisch     | Die Stadt der Metallvögel           |
| Tommaso Campanella                           | 1568 | 1639  | lateinisch     | Der Sonnenstaat                     |
| André Carneiro                               | 1922 | 2014  | portugiesisch  | Dunkelheit                          |
| Serang Chung                                 | 1984 |       | koreanisch     | Fifty People                        |
| Ljuben Dilow                                 | 1927 | 2008  | bulgarisch     | Die Last des Skaphanders            |
| Knut Faldbakken                              | 1941 |       | norwegisch     | Unjahre                             |
| Ludvig Holberg                               | 1684 | 1754  | lateinisch     | Niels Klims unterirdische Reise     |
| Sven Holm                                    | 1940 | 2019  | dänisch        | Termush, Atlantik-Küste             |
| Ghassan Homsi (Pseudonym von Achmed Khammas) | 1952 |       | arabisch       | Träume vor dem Einbruch der Nacht   |
| Chang Hsi-kuo                                | 1944 |       | chinesisch     | The City Trilogy                    |
| Erich Kosch (Erih Koš)                       | 1913 | 2010  | serbokroatisch | Eis                                 |
| Lao She                                      | 1899 | 1966  | chinesisch     | Die Stadt der Katzen                |
| Dewi Lestari                                 | 1976 |       | indonesisch    | Supernova                           |
| Liu Cixin                                    | 1963 |       | chinesisch     | The Three-Body Problem              |
| Maja Lunde                                   | 1975 |       | norwegisch     | Die Geschichte der Bienen           |
| Niels Meyn                                   | 1891 | 1957  | dänisch        | Die Reise zur Venus                 |
| Sophus Michaëlis                             | 1865 | 1932  | dänisch        | Das Himmelsschiff                   |
| Thomas Morus                                 | 1478 | 1535  | lateinisch     | Utopia                              |
| Niels E. Nielsen                             | 1924 | 1993  | dänisch        | Stadt ohne Sonne                    |
| Dimitar Peew                                 | 1919 | 1996  | bulgarisch     | Ракетата не отговаря                |
| Helju Rebane                                 | 1948 |       | estnisch       | Aristarhos ja koduliblikas          |
| Johanna Sinisalo                             | 1958 |       | finnisch       | Troll: eine Liebesgeschichte        |
| Thanassis Vembos                             | 1963 |       | griechisch     | Wer bezahlt den Fährmann            |
| Pawel Weshinow (eigentlich Paweł Weżinow)    | 1914 | 1983  | bulgarisch     | Die blauen Schmetterlinge (Stories) |
| Ye Yonglie                                   | 1940 | 2020  | chinesisch     | Zersetzung                          |